# Marie-Ange Nguci
Marie-Ange Nguci (Albanië, 1997) is een Albanese pianiste.

## Biografie
Nguci werd geboren in een muzikale familie in Albanië. Ze kreeg pianoles van een Hongaarse lerares, die opgeleid was in Wenen en Moskou. In 2011 won ze de eerste prijs, in de jongerencategorie, op de internationale pianowedstrijd in Lagny-sur-Marne. Op haar dertiende nam ze deel aan een proef van het Conservatoire supérieur de Paris. Ze slaagde, verhuisde naar Parijs en kreeg les van de Amerikaanse pianist Nicholas Angelich. Ze behaalde haar masterdiploma met onderscheiding in drie jaar, in plaats van de gebruikelijke vijf. Toen ze achttien was, ging ze naar New York voor een doctoraatsstudie aan het DMA/PhD programma van de City University of New York. Naast piano speelt ze ook orgel en cello. In Wenen studeerde ze gedurende een jaar dirigeren, aan de Universität für Musik und Darstellende Kunst. Aan de Paris-Sorbonne universiteit behaalde ze een diploma muziekanalyse en musicologie.
Nguci speelde recitals, als kamermuzikant of met een orkest in zalen zoals Philharmonie de Paris, Cité de la Musique, Théâtre des Champs-Elysées, Salle Cortot in Parijs, Palais de l’Athénée in Genève en Royal Albert Hall in Londen. Ze speelde op festivals zoals Festival de piano de La Roque d’Anthéron, Festival Les Solistes à Bagatelle, Chopin Festival in Nohant, Festival Chopin de Bagatelle, Festival Les Musicales d’Arradon, Centre de Musique de Chambre de Paris, Kissinger Sommer in Bad Kissingen, Beethovenfest Bonn, Musikmesse in Frankfurt, Klavierfestival Essen, Klaviersommer Wesel, It’s all about piano-festival in Londen, Ravinia Festival in Chicago, Gstaad Menuhin Festival, La Folle Journée in Nantes, Festival Radio France Occitanie Montpellier, Festival La Grange de Meslay en L’Esprit du Piano in Bordeaux. In mei 2016 gaf ze haar eerste recital in de Verenigde Staten, in het Franse consulaat in New York. In juni 2019 was ze te gast op het Musiq'3 Festival van radiozender RTBF. Ze werkte met componisten zoals Thierry Escaich, Bruno Mantovani, Graciane Finzi, Alain Abbott, Fabien Touchard en Michèle Foison voor uitvoeringen van hun werk.
Nguci is ook verbonden aan de Internationale Musikakademie in Liechtenstein, waar ze deelneemt aan muziekweken.
In 2018 verscheen haar debuutcd, En Miroir, met werk van César Franck, Johann Sebastian Bach, Camille Saint-Saëns en Thierry Escaich. Dit album kreeg de Choc Classica-prijs in 2018.
In juni 2019 speelde ze haar eerste concert in België. In het Flageygebouw bracht ze een programma met werk van Alexander Scriabin, Johann Jakob Froberger, Ferruccio Busoni, Maurice Ravel en György Ligeti. In maart 2021 speelde ze haar debuut in het Concertgebouw in Amsterdam, waar Bach, Chopin, Schumann, Liszt en Prokofjev op het programma stonden. Met het Symfonieorkest Vlaanderen en dirigente Kristiina Poska speelt ze in Concertgebouw Brugge, De Bijloke in Gent, deSingel in Antwerpen en Muziekgebouw Eindhoven, met een programma van Johannes Brahms en Jean Sibelius.

## Onderscheidingen
- 2011 - Eerste prijs, in de jongerencategorie, op de internationale pianowedstrijd in Lagny-sur-Marne.[16]
- 2015 - "Dorothy MacKenzie Artist Recognition Scholarship Award" op de International Piano Competition van het International Keyboard Institute and Festival in New York.[17]
- 2016 - Prix Charles Oulmont, dans la Catégorie Musique.[18]
- 2018 - Grand Prix du Jury de la Société des Arts de Genève.[19]

## Discografie
- 2018 - En Miroir: Franck, Bach-Busoni, Escaich, Saint-Saëns (Mirare Records)[20]